# Саут-Сан-Хосе (Каліфорнія)
Саут-Сан-Хосе (англ. South San Jose Hills) — переписна місцевість (CDP) в США, в окрузі Лос-Анджелес штату Каліфорнія. Населення — 19 855 осіб (2020).

## Географія
Саут-Сан-Хосе розташований за координатами 34°0′44″ пн. ш. 117°54′15″ зх. д. / 34.01222° пн. ш. 117.90417° зх. д. (34.012282, -117.904223).  За даними Бюро перепису населення США в 2010 році переписна місцевість мала площу 3,91 км², уся площа — суходіл.

## Демографія
Згідно з переписом 2010 року, у переписній місцевості мешкала 20 551 особа в 4112 домогосподарствах у складі 3700 родин. Густота населення становила 5262 особи/км².  Було 4239 помешкань (1085/км²).
Расовий склад населення:
| - 45,3 % — білих - 8,0 % — азіатів - 1,5 % — чорних або афроамериканців - 0,9 % — корінних американців - 0,1 % — вихідців з тихоокеанських островів - 41,1 % — осіб інших рас |

До двох чи більше рас належало 3,0 %. Частка іспаномовних становила 86,2 % від усіх жителів.
За віковим діапазоном населення розподілялося таким чином: 30,4 % — особи молодші 18 років, 61,6 % — особи у віці 18—64 років, 8,0 % — особи у віці 65 років та старші. Медіана віку мешканця становила 29,7 року. На 100 осіб жіночої статі у переписній місцевості припадало 101,4 чоловіків;  на 100 жінок у віці від 18 років та старших — 98,7 чоловіків також старших 18 років.
Середній дохід на одне домашнє господарство  становив 64 100 доларів США (медіана — 55 050), а середній дохід на одну сім'ю — 61 750 доларів (медіана — 53 099). Медіана доходів становила 25 961 долар для чоловіків та 27 285 доларів для жінок. За межею бідності перебувало 19,9 % осіб, у тому числі 29,4 % дітей у віці до 18 років та 9,8 % осіб у віці 65 років та старших.
Цивільне працевлаштоване населення становило 8340 осіб. Основні галузі зайнятості: освіта, охорона здоров'я та соціальна допомога — 15,5 %, виробництво — 15,4 %, науковці, спеціалісти, менеджери — 13,5 %.